# Constantinopolis thất thủ

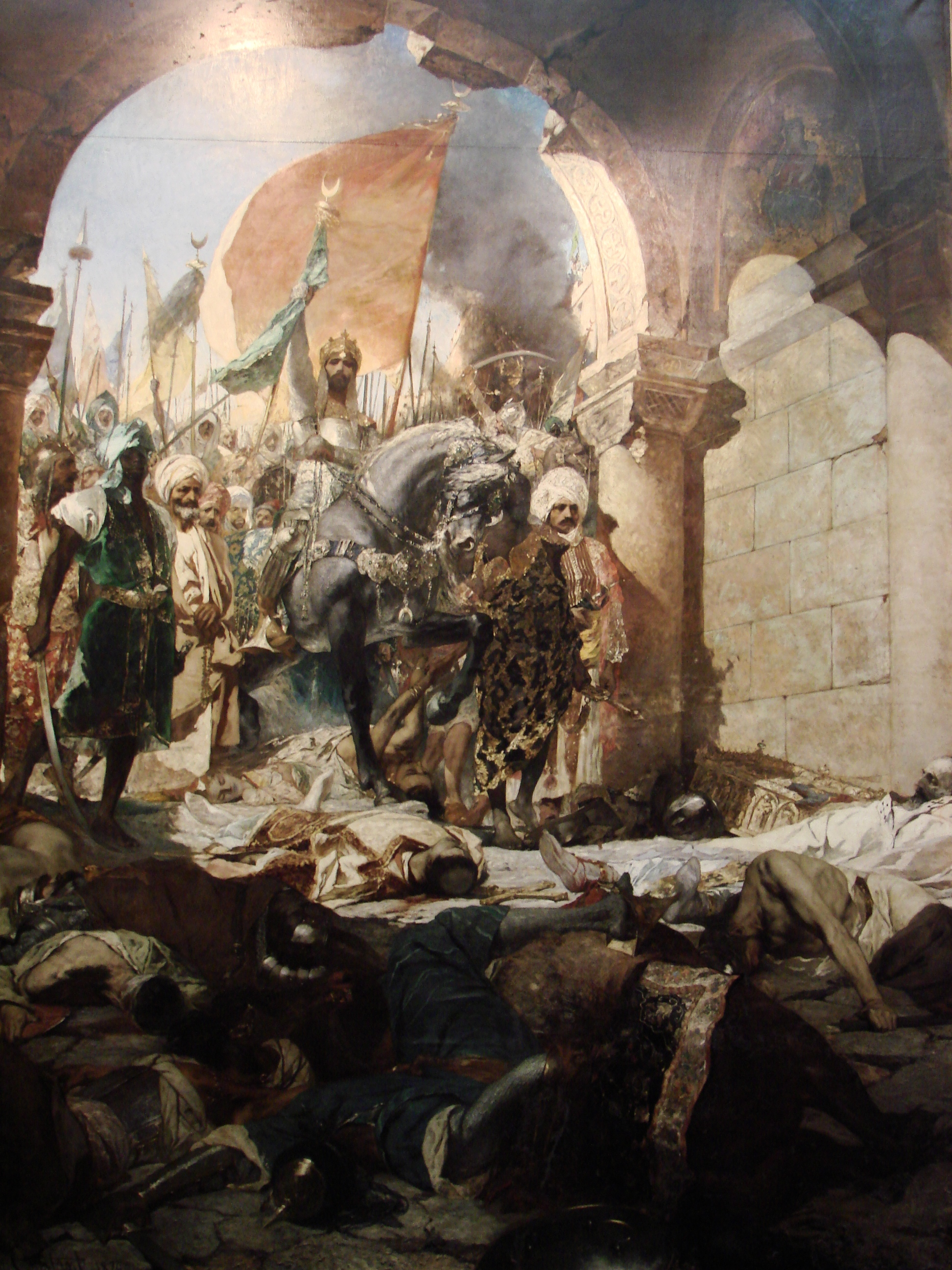
Sultan Mehmed II cùng đoàn binh chiến thắng tiến vào thành Constantinopolis

Thành phố Constantinople, kinh đô của Đế chế Đông La Mã, sụp đổ sau một cuộc vây hãm của Đế chế Ottoman kéo dài từ ngày 6 tháng 4 đến thứ ba, ngày 29 tháng 5 năm 1453, dưới sự chỉ huy của Sultan Mehmed II, lúc mới 21 tuổi, chống lại lực lượng phòng thủ được chỉ huy bởi Hoàng đế Konstantinos XI Palaiologos. 
Việc chiếm giữ Constantinople (và hai vùng lãnh thổ khác còn lại của Đế quốc Byzantine) đã đánh dấu chấm dứt cho sự tồn tại kéo dài gần 1.500 năm của Đế chế La Mã. Sự kiện Constantinople thất thủ đã gây nên một cú sốc lớn ở châu Âu, và Ottoman sau đó được tự do để tiến vào châu Âu mà không có một đối thủ phía sau nào ngăn cản. Sau cuộc chinh phục, Mehmed biến Constantinople thành thủ đô mới của Đế chế Ottoman, nay là Istanbul. Một số trí thức đã bỏ chạy khỏi thành phố trước và sau cuộc bao vây và di cư đến Italy. Người ta lập luận rằng họ đã giúp tạo nên phôi thai cho thời kỳ Phục hưng. Một số khác thì cho rằng sự kiện Constantinople thất thủ đã đánh dấu kết thúc cho thời Trung Cổ bởi sự sụp đổ của thành phố và Đế chế Đông La Mã.

## Tình trạng của đế chế Đông La Mã
Constantinopolis được lập làm kinh đô của La Mã kể từ năm 330 dưới thời Hoàng đế La Mã Constantinus Đại đế. Trong mười một thế kỷ sau, thành phố đã bị kẻ thù của đế chế bao vây nhiều lần, nhưng chỉ bị chiếm giữ duy nhất một lần: trong cuộc Thập tự chinh lần thứ tư vào năm 1204, quân viễn chinh đã thành lập một nhà nước Latin không ổn định trong và xung quanh Constantinopolis trong khi lãnh thổ đế quốc còn lại bị phân tán thành một số tiểu bang Hy Lạp, như là Nicaea, Eripus và Trebizond. Những thành bang Hy Lạp này đã chiến đấu như những đồng minh chống lại các thành bang Latin, cố quay trở về khôi giành lại đế quốc.
Đế quốc Nicaea cuối cùng đã tái chinh phục lại Constantinopolis từ Đế chế Latinh năm 1261. Sau đó có rất ít thời kì hòa bình cho đế chế vốn đã bị suy yếu, nó liên tục phải chống đỡ các cuộc tấn công từ người Latin, Serbia, Bulgaria và nguy hiểm nhất là người Thổ Nhĩ Kỳ Ottoman. Bệnh dịch hạch giữa những năm 1346 và 1349 đã giết chết gần một nửa số dân của Constantinopolis. Vào năm 1450 đế quốc đã thu hẹp rất nhiều, chỉ còn bao gồm một vài dặm vuông bên ngoài thành phố Constantinopolis, quần đảo Hoàng từ trong Biển Marmara, và bán đảo Peloponnesus với trung tâm văn hóa của mình tại Mystras. Đế quốc Trebizond, một nhà nước độc lập được hình thành từ hậu quả của cuộc Thập tự chinh thứ tư, cũng sống sót trên bờ Biển Đen.

## Sự chuẩn bị
Khi Sultan Murad II được kế nghiệp bởi con trai ông, Mehmed II vào đầu năm 1451, nhiều người đã cho rằng vị Sultan trẻ lúc này chỉ 19 tuổi, sẽ là một người cai trị không có khả năng và không thể gây ra mối đe dọa lớn đến sở hữu Kitô giáo ở Balkans và biển Aegean. Niềm tin này được củng cố bởi người phái viên thân thiện mà Mehmed đã gửi đi vào buổi đầu của triều đại của ông. Trong mùa xuân và mùa hè 1452, Mehmed II, mà ông nội của ông ta là Bayezid vĩ đại -người trước đây đã xây dựng một pháo đài ở phía châu Á của eo biển Bosphorus gọi là Anadolu Hisarı,lúc này hạ lệnh xây dựng một pháo đài thứ hai cách vài dặm về phía bắc của Constantinopolis ở phía châu Âu, trực tiếp qua eo biển từ Anadolu Hisarı, với mục đích tăng cường sự kiểm soát của người Thổ với eo biển. Một mục tiêu khác của pháo đài này là khả năng ngăn chặn sự giúp đỡ từ các thuộc địa Genova trên bờ Biển Đen đến thành phố. Lâu đài này được gọi là Rumeli Hisarı, Rumeli và Anadolu là các tên tương ứng của các phần châu Âu và châu Á của Đế quốc Ottoman. Pháo đài mới còn được gọi là Bogazkesen, trong đó có một ý nghĩa kép Thổ Nhĩ Kỳ: khóa eo biển hoặc cắt cổ họng, nhấn mạnh vị trí chiến lược của nó. Tên tiếng Hy Lạp của pháo đài, Laimokopia, cũng mang cùng một ý nghĩa kép. Trong tháng 10 năm 1452, Sultan Mehmed II đã ra lệnh cho Turakhan Beg cùng Ahmad con trai của ông ta cùng với Omar lãnh đạo một lực lượng lớn lính Peloponnesus đồn trú ở đó suốt mùa đông để ngăn giữ không cho vua Thomas và Demetrios giúp đỡ Constantinos, em trai của họ trong Cuộc vây hãm Constantinopolis.
Hoàng đế Byzantine Constantinos XI kêu gọi Tây Âu giúp đỡ, nhưng yêu cầu của ông đã không được đáp ứng. Kể từ khi vạ tuyệt thông lẫn nhau của Giáo hội Chính Thống và Giáo hội Công giáo La Mã vào năm 1054, Công giáo La Mã phương Tây đã cố gắng để đạt được quyền hành trên giáo hội phía Đông, một sự cố gắng hợp nhất được tổ chức trước đây tại Lyon năm 1274 và quả thật là một số hoàng đế Paleologan đã được nhận vào Giáo hội Latinh. Hoàng đế John VIII Palaiologos đã cố gắng đàm phán Liên minh với Đức Giáo hoàng Êugêniô IV, và một Hội đồng được tổ chức trong 1439 dẫn đến việc công bố tại Florence, một hiệp ước Liên minh. Trong những năm sau, xuất hiện một xu hướng phản kháng lớn chống lại sự thống nhất bùng nổ ở Constantinopolis và một sự rạn nứt lớn xảy ra trong nhân dân và Giáo hội Byzantine. Mối thù tiềm tàng giữa người Hy Lạp và Latin bắt nguồn từ sự kiện bao vây Constantinopolis 1204 bởi quân thập tự Latin đóng một vai trò quan trọng. Cuối cùng Liên minh thất bại gây nhiều thất vọng cho Giáo hoàng Nicôla V và Giáo hội Công giáo La Mã.
Trong mùa hè năm 1452, khi pháo đài Rumeli Hisari được hoàn thành và đã trở thành mối đe dọa sắp xảy ra, Constantine viết cho Đức Giáo hoàng, hứa hẹn thực hiện sự Hiệp Nhất, vốn đã được tuyên bố hợp lệ bởi một hội đồng bị chia rẽ vào ngày 12 tháng 12 năm 1452. Mặc dù rất háo hức vì có được lợi thế, Giáo hoàng Nicôla V đã không có ảnh hưởng đối với các vị vua và ông hoàng ở phương Tây như Byzantine mong đợi, một số người đã cảnh giác với sự gia tăng kiểm soát của Giáo hoàng, và đã không đủ tiền để đóng góp vào nỗ lực này, đặc biệt là trong bối cảnh tình trạng suy yếu của Pháp và Anh kể từ Chiến tranh Trăm Năm, Tây Ban Nha trong phần cuối cùng của giai đoạn Reconquista (tái chinh phục), nội chiến đánh giết lẫn nhau trong ở các thành bang Đức, và việc Hungary và Ba Lan thất bại trong trận Varna năm 1444. Mặc dù một số binh sĩ đã đến từ thành phố buôn ở phía bắc của Ý, sự đóng góp của phương Tây đã không đủ sức mạnh đối trọng với Ottoman. Một số cá nhân phương Tây, tuy nhiên, đến để giúp bảo vệ các thành phố trên lực lượng riêng của họ. Một trong số đó là một chỉ huy từ Genova, Giovanni Giustiniani, người đến với 700 người đàn ông vũ trang trong tháng 1 năm 1453. Là một chuyên gia trong việc bảo vệ các thành phố có tường bao quanh, ông đã ngay lập tức đưa ra các mệnh lệnh tăng cường sự phòng thủ cho các bức tường của đế chế.
Cũng vào thời gian này, một đội các tàu Venezia tình cờ có mặt trong vịnh Sừng Vàng cũng được huy động để phục vụ hoàng đế. Giáo hoàng Nicôla cũng tiến hành gửi ba tàu chất đầy hàng tiếp tế, bỏ neo tại Venia vào gần cuối tháng Ba, trong khi đó, các cuộc thảo luận đã diễn ra liên quan đến các loại trợ giúp mà các nước Cộng hòa sẽ cho vay đến Constantinopolis. Thượng viện quyết định gửi một hạm đội, nhưng có sự chậm trễ, và khi nó cuối cùng được thông qua vào cuối tháng tư, thì đã quá trễ để có thể tham gia vào trận chiến. Cộng thêm vào việc suy giảm nhuệ khí của Byzantine là việc bảy tàu Ý với khoảng 700 người đàn ông lẻn ra khỏi thủ đô vào thời điểm khi Giustiniani đến, những người vốn đã tuyên thệ bảo vệ thủ đô. Đồng thời, nỗ lực của Constantinos để xoa dịu Sultan với những món quà đã kết thúc với việc trục xuất các đại sứ của Hoàng đế ̉- lúc này ngay cả hoạt động ngoại giao cũng không thể cứu thành phố.
Lo sợ một cuộc tấn công có thể hải quân dọc theo các bờ của vịnh Sừng Vàng, Hoàng đế Constantinos XI ra lệnh đặt một chuỗi xích ngăn qua cửa của bến cảng. Dây chuyền xích này, nổi trên mặt nước nhờ những tấm gỗ, đủ mạnh để ngăn chặn bất kỳ con tàu Thổ Nhĩ Kỳ xâm nhập vào bến cảng. Thiết bị này là một trong hai chiến lược mà Byzantinos hy vọng trì hoãn cuộc bao vây cho đến khi nhận được sự giúp đỡ nước ngoài. Chiến lược này đã được thực thi bởi vì vào năm 1204 quân lính thập tự Chinh lần thứ tư đã phá vỡ sự phòng thủ của Constantinopolis nhờ vào việc phá hủy các bức tường ở phía vịnh Golden Horn. Chiến lược còn lại của Byzantine là việc sửa chữa, bồi bổ của Bức tường trên phía đất liền (Thành Theodosius). Hoàng đế Constantinus ra lệnh gia cố sự đảm bảo cho khu vực Blachernae của bức tường là quan trọng nhất bởi vì đó là phần của bức tường thành nhô ra phía Bắc. Các công sự của tường thành bao gồm một con hào rộng 60 ft (18 m) phía trước các bức tường
bên trong và bên ngoài được bố trí các tháp canh cách nhau mỗi 50-60 yard.
Quân đội bảo vệ Constantinopolis là tương đối nhỏ, tổng cộng khoảng 7.000 binh lính, 2.000 người trong số họ là người nước ngoài. Lúc bắt đầu của cuộc bao vây có thể là 50.000 người đang sống trong các bức tường, bao gồm cả những người tị nạn từ các khu vực xung quanh. Chỉ huy Dorgano người Thổ, người đã ở Constantinopolis đánh thuê cho các Hoàng đế, cũng được bố trí bảo vệ một trong những khu phố của thành phố về phía hướng ra biển cùng với các binh lính đánh thuê người Thổ Nhĩ Kỳ của mình. Những người Thổ Nhĩ Kỳ tiếp tục trung thành với Hoàng đế và thiệt mạng trong trận chiến.

## Sức mạnh quân sự
Đế quốc Ottoman, mặt khác, đã có một lực lượng lớn hơn. Các nghiên cứu gần đây và các dữ liệu lưu trữ của Ottoman chỉ ra rằng đã có khoảng 80.000 binh lính Ottoman bao gồm từ 5.000 đến 10.000 lính Janissary, một quân đoàn bộ binh ưu tú, và hàng ngàn quân Kitô giáo, đặc biệt là 1.500 kỵ binh Serbia Serbia từ lãnh chúa Durad Brankovic cung cấp như là một phần nghĩa vụ của mình với Sultan Ottoman. Nhưng chỉ vài tháng trước, ông đã cung cấp tiền cho việc tái thiết của các bức tường của Constantinople. Nhân chứng đương thời của phương Tây, những người có xu hướng phóng đại sức mạnh quân sự của Sultan, cung cấp các con số khác nhau và cao hơn, dao động từ 160.000 đến 200.000 và 300.000 (Niccolò Barbaro: 160.000, các thương gia Florentine như Jacopo Tedaldi và George Sphrantzes Logothete: 200.000; Đức Hồng y của Kiev là Isidore và Tổng Giám mục của Mytilene là Leonardo di Chio: 300.000)

## Kế hoạch và chiến lược của quân Ottoman
Mehmed xây dựng một hạm đội bao vây thành phố từ biển (một phần được điều hành bởi các thủy thủ Hy Lạp từ Gallipoli). Ước tính đương đại của sức mạnh của hạm đội Ottoman khoảng 100 tàu (Tedaldi), 145 (Barbaro), 160 (Ubertino Pusculo),200-250 (Isidore của Kiev, Leonardo di Chio) 430 (Sphrantzes). Một ước tính hiện đại và thực tế hơn dự đoán sức mạnh hạm đội khoảng 126 tàu, đặc biệt bao gồm 6 tàu galley lớn, 10 galley thường, 15 galley nhỏ, 75 thuyền dùng mái chèo lớn, và 20 tàu vận chuyển ngựa.
Trước khi cuộc vây hãm Constantinople, người ta biết rằng Ottoman có khả năng bố trí các khẩu đại bác vừa, có khả năng bắn được khoảng cách xa hơn năng lực của quân thủ thành. Nguyên nhân của tiến bộ này của Ottoman trong sản xuất vũ khí là một nhân vật đầy bí ẩn tên Orban, gốc Hungary (hoặc gốc Đức). Một khẩu pháo được thiết kế bởi Orban đã được đặt tên là "Basilica" và có chiều dài 8,2 m, và có thể bắn đạn đá nặng 272 kg đá đi xa 1,6 km.
Người chủ ban đầu đã cố gắng bán thiết kế cho Byzantine nhưng họ không đủ tiền để thuê anh ta. Orban sau đó rời Constantinople và tiếp cận Mehmed II, tuyên bố rằng vũ khí của mình có thể nổ tung các bức tường của Babylon. Với nguồn quỹ dồi dào và các vật tư phong phú, các kỹ sư Hungary chế tạo khẩu pháo trong vòng ba tháng ở Adrianople, nơi mà từ đó nó đã được kéo bởi 60 con bò đến Constantinople. Trong khi đó, Orban cũng sản xuất các công cụ khác cho các lực lượng bao vây của Thổ Nhĩ Kỳ.
Pháo của Orban có một số nhược điểm: phải mất ba giờ để nạp đạn; lượng đạn ít; và những khẩu pháo được nói đến đã bị hư hại do phản lực bắn sau 6 tuần (tuy nhiên thực tế còn đang tranh cãi, trong lá thư của Đức Tổng Giám mục Leonardo di Chio và trong biên niên sử viết sau đó không mấy tin cậy của tác giả người Nga Nestor Iskander). Pháo được đúc trước ở một xưởng đúc lớn cách đó khoảng 150 dặm (240 km), như vậy Mehmed phải tổ chức thực hiện quá trình vận chuyển cho khẩu pháo khổng lồ của ông. Pháo khổng lồ của Orban đã được nói đến được đi kèm với một đoàn gồm 60 con bò và hơn 400 người đàn ông.
Mehmed lên kế hoạch để tấn công khu vực tường thành Theodosian, bức tường và con mương bảo vệ Constantinople các cuộc tấn công từ phía Tây, phần duy nhất của thành phố không được bao quanh bởi mặt nước. Quân đội của ông đóng trại bên ngoài thành phố vào ngày 02 Tháng Tư 1453.
Một lượng lớn quân đội Ottoman đã được đóng trại phía nam của vịnh Sừng Vàng. Quân đội châu Âu bố trí kéo dài dọc theo toàn bộ chiều dài của các bức tường, được chỉ huy bởi Karadja Pasha. Quân đội từ Anatolia dưới quyền Ishak Pasha đóng quân ở phía nam Lycus cho đến biển Marmara. Mehmed tự mình đóng quân tại khu vực trung tâm, lều màu đỏ và vàng của ông được dựng gần Mesoteichion, các trung đoàn ưu tú, các Janissary trang bị súng, được bố trí bảo vệ xung quanh Sultan. Bashi-bazouk được bố trí phía trước. Một đạo quân khác dưới quyền Zagan Pasha đã được triển khai phía bắc của vịnh Sừng Vàng. Thông tin được duy trì bởi một con đường đã được xây dựng trên đầm lầy Sừng.

## Kế hoạch và chiến lược của quân Byzantine
Thành phố này có khoảng 20 km tường thành (Theodosian: 5,5 km đê biển dọc theo Golden Horn: 7 km đê biển dọc theo biển Marmara: 7,5 km), một trong những pháo đài mạnh nhất tồn tại vào thời điểm đó. Các bức tường gần đây đã được sửa chữa (theo John VIII) và trong hình dạng khá tốt, đem lại cho những người phòng thủ đủ lý do để tin rằng họ có thể giữ vững cho đến khi sự giúp đỡ từ phương Tây đến. Ngoài ra, những người phòng thủ được trang bị tương đối tốt với một hạm đội gồm 26 tàu: 5
từ Genoa, 5 từ Venice, 3 từ Venetian Crete, 1 từ Ancona, 1 từ Aragon, 1 từ Pháp, và khoảng 10 tàu Byzantine.
Ngày 05 tháng 4, khi cuối cùng thì Sultan cũng đến với quân đội của ông, những người phòng thủ cũng bước vào vị trí của họ. Khi số lượng của họ không đủ để bố trí trên toàn bộ chiều dài tường thành, họ quyết định rằng chỉ có các bức tường bên ngoài sẽ có người phòng thủ. Constantine và quân đội Hy Lạp của ông bảo vệ Mesoteichion, phần giữa của các bức tường trên bộ nơi băng qua sông Lycus. Phần này đã được coi là điểm yếu nhất trong các bức tường và một cuộc tấn công sẽ gây nhiều nguy hiểm nhất ở đây. Giustiniani đóng quân phía bắc hoàng đế, tại cổng Charisian (Myriandrion), sau đó trong suốt cuộc bao vây, ông đã chuyển sang Mesoteichion tham gia với quân của Constantine, để lại Myriandrion cho đợt phản công thực hiện bởi của anh em nhà Bocchiardi. Quân của Minotto và Venice đóng tại cung điện Blachernae, cùng với Teodoro Caristo, anh em Langasco, và Đức Tổng Giám mục Leonardo của Chios. Bên trái của hoàng đế, xa hơn về phía nam, là các chỉ huy Cataneo, cùng với quân đội Genova, và Theophilus Palaeologus, người bảo vệ Cổng Pegae với những người lính Hy Lạp. Phần con lại của bức tường đất liền từ cổng Pegae cho tới cổng Golden Gate (bảo vệ bởi một chỉ huy Genoese tên là Manuel) được bảo vệ bởi Filippo Venetian Contarini, trong khi Demetrius Cantacuzenus được bố trí trên phần phía nam của bức tường Theodosian. Các bức tường phía biển có sự phòng thủ thưa thớt hơn, Contarini Jacobo tại Stoudion, một lực lượng dân binh tạm của các cha xứ Hy Lạp, và hoàng tử Orhan tại cảng Eleutherius. Pere Julia đóng tại cung điện với lính Genoese và quân Catalan, Đức Hồng y Isidore của Kiev bảo vệ mũi của bán đảo gần khu vực xích sắt. Các bức tường biển ở bờ biển phía nam của Golden Horn được bảo vệ bởi Venetian và các thủy thủ Genoese dưới sự chỉ huy của Gabriele Trevisano. Hai lực lượng dự trữ chiến thuật được giữ phía sau trong thành phố, một ở quận Petra phía sau các bức tường đất liền và một gần Giáo hội của các Tông Đồ Thánh, dưới sự chỉ huy của Loukas Notaras và Nicephorus Palaeologus. Alviso Diedo người Venetian chỉ huy đội tàu trong bến cảng. Mặc dù Byzantine cũng có các khẩu pháo, chúng nhỏ hơn nhiều hơn so với những pháo Ottoman và lực giật của chúng có xu hướng gây thiệt hại cho các bức tường của thành phố.
Theo David Nicolle (2000), mặc dù có nhiều ý kiến cho rằng Constantinople chắc chắn phải chịu số phận bi thảm, tuy nhiên hoàn cảnh trước trận đánh nói chung không đơn giản chỉ là cái nhìn đơn giản một chiều như việc bố trí trên bản đồ. Phải khẳng định rằng Constantinople là "thành phố được bảo vệ tốt nhất ở châu Âu" tại thời điểm đó.

## Cuộc vây hãm
Vào lúc bắt đầu của cuộc bao vây, Mehmed gửi ra một phần đạo quân của mình để triệt tiêu sự phòng thủ của Byzantine còn lại bên ngoài thành phố Constantinople. Pháo đài herapia trên eo biển Bosphorus và một lâu đài nhỏ hơn tại làng Studius gần biển Marmara đã bị chiếm giữ trong vòng vài ngày. Quần đảo Princes trong biển Marmara được chiếm đóng bởi hạm đội của Đô đốc Baltoghlu.
Pháo lớn Mehmed đã bắn vào các bức tường trong nhiều tuần, nhưng do sự thiếu chính xác và tốc độ tải đạn rất chậm khiến cho quân Byzantine có thể để sửa chữa hầu hết các thiệt hại sau mỗi lần bắn, hạn chế hiệu lực của các khẩu pháo.
Trong khi đó, sau một số cuộc tấn công thăm dò, hạm đội Ottoman dưới quyền Suleiman Baltoghlu không thể nhập Golden Horn do chuỗi xích mà Byzantine đã đặt trên cửa ra vào. Mặc dù một trong những nhiệm vụ chính của hạm đội là để ngăn chặn bất kỳ tàu từ bên ngoài xâm nhập vào vịnh Golden Horn, vào ngày 20 tháng tư, một đội tàu nhỏ gồm 4 tàu Cơ đốc vẫn tìm cách lách được vào vịnh sau một cuộc chiến ác liệt, sự kiện này tăng cường nhuệ khí cho lính thủ thành và làm mất mặt Sultan. Mạng của Baltoghlu đã được tha sau khi cấp dưới của ông ta làm chứng cho sự dũng cảm của ông trong cuộc xung đột.
Sau đó, Mehmed đã cố gắng để phá vỡ các chuỗi xích. Ông đã ra lệnh xây dựng một con đường thông qua bãi bồi Galata ở phía bắc của Golden Horn, và cho quân kéo tàu của mình qua vào ngày 22 tháng 4. Điều này đe dọa nghiêm trọng nguồn cung cấp từ đội tàu Genovese - vốn mang danh nghĩa trung lập - thuộc địa của Pera, và mất tinh thần những người phòng thủ Byzantine. Vào đêm 28 tháng tư, một nỗ lực đã được thực hiện để tiêu diệt các tàu Ottoman sử dụng hỏa công tại vịnh Golden Horn, nhưng quân Ottoman đã được cảnh báo trước và chiến đấu buộc quân Kitô phải rút lui với tổn thất nặng. Từ đó, những người phòng thủ đã bị buộc phải phân tán một phần lực lượng của họ vào các bức tường Golden Horn, để bảo vệ các phần khác nhau của bức tường dẫn đến lực lượng bị suy giảm.
Người Thổ Nhĩ Kỳ đã thực hiện một số cuộc tấn công trực diện vào bức tường trên đất liền, nhưng luôn luôn bị đẩy lùi với tổn thất nặng. Bác sĩ phẫu thuật Nicolo Barbaro người Venetian, mô tả trong cuốn nhật ký của ông về các cuộc tấn công thường xuyên như vậy, đặc biệt thực hiện bới lính Janissaries, đã viết rằng:
"Họ phát hiện ra người Thổ Nhĩ Kỳ đến men theo các bức tường và tìm cách chiến đấu, đặc biệt là lính janissaries... và khi một hoặc hai trong số đó đã thiệt mạng, một lần nữa những người Thổ Nhĩ Kỳ đến và mang đi những người bị chết... mà không quan tâm họ đến gần như thế nào các bức tường thành phố. Lính của chúng tôi nhắm bắn vào họ với súng và nỏ, nhằm vào những người Thổ mang theo lính đã chết của mình, cả hai người trong số họ ngã xuống mặt đất và chết, và sau đó lại xuất hiện những người Thổ Nhĩ Kỳ khác đến và đưa họ đi, không sợ chết, sẵn sàng để cho mười lính của mình bị giết còn hơn là phải chịu sự xấu hổ để lại xác của lính Thổ Nhĩ Kỳ dưới chân tường thành"
Sau những cuộc tấn công trực diện không phân thắng bại, Đế quốc Ottoman đã tìm cách để vượt qua các bức tường bằng cách xây dựng các đường hầm dưới đất trong một nỗ lực để khai thác chúng từ giữa tháng đến 25 tháng 5. Nhiều người trong số các cảm tử là thợ mỏ có nguồn gốc Đức gửi từ Novo Brdo - vị bạo chúa Serbia. Họ được đặt dưới sự chỉ huy của Zagan Pasha. Tuy nhiên, Byzantine sử dụng một kỹ sư tên là Johannes Grant (người được cho là gốc Đức nhưng có lẽ là Scotland), người đã cho thực hiện các biện pháp phản đào hầm, cho phép quân đội Byzantine thâm nhập các đường hầm và giết những thợ đào hầm Thổ Nhĩ Kỳ. Byzantine chặn đường hầm Serbia đầu tiên vào đêm ngày 16 tháng 5. Những nỗ lực tiếp theo làm đường hầm đã bị gián đoạn vào ngày 21, 23, và ngày 25 tháng 5, Byzantine phá hủy chúng với lửa Hy Lạp và những trận chiến đấu căng thẳng. Ngày 23 Tháng Năm, Byzantine bắt được và tra tấn hai sĩ quan Thổ Nhĩ Kỳ, những người đã tiết lộ vị trí của tất cả các đường hầm Thổ Nhĩ Kỳ, mà sau đó đã bị phá hủy.
Vào ngày 21 Tháng 5, Mehmed gửi một đại sứ tới Constantinople và đề nghị dỡ bỏ cuộc bao vây nếu họ dâng nạp cho ông thành phố. Ông hứa ông sẽ cho phép Hoàng đế và người dân rời khỏi với các tài sản của họ. Hơn nữa, ông sẽ công nhận Hoàng đế là thống đốc của Peloponese. Cuối cùng, ông đảm bảo sự an toàn của người dân vẫn còn trong thành phố. Constantine XI chấp nhận cống cao hơn cho Sultan và công nhận tình trạng của tất cả các lâu đài đã bị chinh phục và các vùng đất nằm trong tay của người Thổ Nhĩ Kỳ Ottoman sở hữu. Tuy nhiên, liên quan đến Constantinople, ông nói:
"Việc trao thành phố cho ngài không phục thuộc vào tôi hay bất cứ người cư dân nào của nó, chúng tôi đã quyết định chết với ý chí tự do của chúng tôi và chúng tôi sẽ không màng đến mạng sống của mình"
Khoảng thời gian này, Mehmed đã có một hội bàn cuối cùng với các sĩ quan cao cấp của mình. Tại đây, ông gặp phải một số kháng cự, một trong những cận thần là Pasha Halil -một cựu chiến binh- người đã luôn luôn từ chối kế hoạch của Mehmed để chinh phục thành phố, bây giờ nhắc nhở ông phải bỏ cuộc bao vây khi đối mặt với nghịch cảnh gần đây. Halil bị bác bỏ bởi Zagan Pasha, người khăng khăng một cuộc tấn công ngay lập tức. Bị cáo buộc hối lộ, Halil Pasha buộc phải chết một năm sau đó. Mehmed lên kế hoạch để chế ngự các bức tường bằng vũ lực tuyệt đối, mong rằng năng lực phòng thủ của Byzantine đã suy yếu bởi cuộc bao vây kéo dài bây giờ sẽ được bị chế ngự trước khi ông ta hết quân và bắt đầu chuẩn bị cho một cuộc tấn công tổng lực cuối cùng.

## Cuộc tấn công cuối cùng
Việc chuẩn bị cho cuộc tấn công cuối cùng đã được bắt đầu vào tối ngày 26 tháng năm và tiếp tục vào ngày hôm sau.36 giờ sau cuộc họp mà Hội đồng quyết định tấn công, quân đội Ottoman huy động toàn bộ nhân lực của họ để chuẩn bị cho cuộc tổng tấn công. Cầu nguyện và nghỉ ngơi được cấp cho những người lính vào ngày 28, và sau đó lệnh tấn công cuối cùng sẽ được đưa ra. Về phía Byzantine, hạm đội nhỏ 12 tàu Venetian, sau hành trình từ biển Aegean, đến Thủ đô vào ngày 27 tháng năm và báo cáo với hoàng đế rằng không đội tàu cứu trợ Venetian lớn nào khác đang trên đường đến. Ngày 28 tháng năm, vào lúc quân đội Ottoman chuẩn bị cho cuộc tấn công cuối cùng, một đám rước tôn giáo quy mô lớn đã được tổ chức trong thành phố. Vào buổi tối, một buổi lễ long trọng cuối cùng được tổ chức tại Hagia Sophia, trong đó Hoàng Đế và đại diện của cả hai nhà thờ Latin và Hy Lạp cùng tham gia, cùng với giới quý tộc từ cả hai phía.
Ngay sau nửa đêm ngày 29 cuộc tấn công tổng lực bắt đầu. Quân đội Kitô giáo của Đế quốc Ottoman tấn công đầu tiên, tiếp theo là làn sóng của lính ả rập, những người được đào tạo và trang bị kém, trong khi lính Anatolians tập trung vào một phần của các bức tường Blachernae ở phần phía tây bắc của thành phố, vốn đã bị hư hại bởi những khẩu súng. Phần này của bức tường đã được xây dựng trước đó, trong thế kỷ thứ mười một, và yếu hơn nhiều những khu vực còn lại. Lính từ Anatolians phụ trách tấn công phần này của bức tường và tiến vào thành phố, nhưng cũng nhanh chóng bị đẩy lùi bởi những người phòng thủ. Cuối cùng, khi trận đấu được tiếp tục, làn sóng cuối cùng, bao gồm lính Janissaries ưu tú, tấn công các bức tường thành phố. Tổng phụ trách của quân đội phòng thủ người Genoese, Giovanni Giustiniani, bị thương trong cuộc tấn công, và buộc phải di tản khỏi tường thành gây ra hoảng loạn trong hàng ngũ của những người phòng thủ. Giustiniani được mang đến Chios, nơi ông qua đời vì vết thương của ông một vài ngày sau đó.
Với quân Genoese của Giustiniani của rút lui vào thành phố và hướng tới các bến cảng, Constantine và lính của mình, bây giờ bị bỏ lại, chiến đấu và xoay xở giữ chân lính Janissaries trong một thời gian, nhưng cuối cùng họ không thể ngăn chặn họ xâm nhập vào thành phố. Lính phòng thủ cũng bị tràn ngập tại một số điểm trong các phần khác của Constantine. Khi lá cờ Thổ Nhĩ Kỳ đã được nhìn thấy bay trên một cổng tháp canh nhỏ, cổng Kerkaporta được mở, hoảng loạn xảy ra sau đó, và việc phòng
thủ sụp đổ. Lính Janissary, do Ulubatlı Hasan lãnh đạo tiếp tục tiến về phía trước. người ta nói rằng Constantine, ném sang một bên cờ hiệu màu tím của mình, lãnh đạo cuộc phản công cuối cùng chống lại những lính Ottoman đang ập đến đến và chết trong trận chiến trong các đường phố như binh lính của ông ta. Mặt khác Nicolò Barbaro, một nhân chứng người Venetian tại cuộc bao vây, đã viết trong nhật ký của mình rằng Constantine treo cổ tự vẫn tại thời điểm này khi người Thổ Nhĩ Kỳ đã phá vỡ cửa khẩu San Romano, như vậy số phận cuối cùng của ông ta vẫn chưa được biết rõ.
Sau cuộc tấn công quyết định, quân đội Ottoman tuôn rẽ quạt dọc theo trục đường chính của thành phố, băng qua quảng trường Mese lớn, đến khu vực Nhà thờ Các Tông Đồ Thánh mà Mehmed II muốn bảo tồn nhằm cung cấp một cơ sở vững chắc giúp ông ta kiểm soát tốt hơn các đối tượng Kitô giáo của mình. Mehmed II đã gửi một đội quân tạm để bảo vệ các tòa nhà quan trọng như Nhà thờ các Tông Đồ Thánh, vì ông ta không muốn thiết lập thủ đô mới của mình trong một thành phố bị tàn phá hoàn toàn.
Quân đội hội tụ tại Augusteum, quảng trường rộng lớn đối diện nhà thờ Hagia Sophia có cánh cửa đồng đã đóng lại bởi rất nhiều cư dân đang ẩn nấp bên trong, hy vọng sự bảo vệ của Thiên Chúa. Sau khi các cánh cửa đã bị phá vỡ, quân đội Ottoman tràn vào tách đám đông ra theo giá mà họ có thể mang bán ở thị trường nô lệ. Mehmed II đã cho phép quân đội của mình cướp bóc thành phố trong ba ngày. Những người lính tranh giành nhau sở hữu chiến lợi phẩm của chiến tranh.Theo bác sĩ phẫu thuật Venetian. Nicolò Barbaro " suốt cả ngày hôm đó người Thổ Nhĩ Kỳ thực hiện một tàn sát các Kitô hữu khắp thành phố ". Tuy nhiên, theo sử gia người Anh David Nicolle, công dân của Constantinople đã được đối xử tốt hơn bởi quân Ottoman so với những lính Crusaders trước đó vào năm 1204, chỉ khoảng 4.000 người Hy Lạp đã chết trong cuộc bao vây và vào ngày thứ ba của cuộc chinh phục, Mehmed II đã ra lệnh tất cả cướp bóc dừng lại và đưa quân của mình trở lại bên ngoài bức tường thành phố.

## Thương vong của quân đội Ottoman
Thương vong của quân đội Ottoman là chưa được biết chính xác, nhưng được cho bởi hầu hết các nhà sử học là rất nặng nề do một vài cuộc tấn công thất bại của quân Ottoman trong suốt cuộc bao vây và do đợt tấn công cuối cùng. Barbaro mô tả vùng biển quanh thủ đô nổi với những thi thể của người Thổ Nhĩ Kỳ và các Kitô hữu "như những quả dưa hấu nổi trên con kênh". Dù thương vong nặng, Đế quốc Ottoman đã phục hồi sức mạnh của nó. Phía Đông đế quốc giờ đây tiếp xúc với Hãn quốc Karamanid,phía bắc giáp Hungary và các tiểu bang nhỏ hơn, chẳng hạn như Despotate Morea và các vùng lãnh thổ Slavic ở Balkans đang trong vòng tranh chấp với người Hungary.

## Hậu quả
Sử gia George Sphrantzes người Byzantine là một nhân chứng của sự sụp đổ của Constantinople. Trong biên niên sử về sự sụp đổ của thành phố, ông đã viết những sự kiện đã xảy ra vào cuối ngày thứ ba của cuộc chinh phục:
" Vào ngày thứ ba sau sự sụp đổ của thành phố của chúng tôi, Sultan ăn mừng chiến thắng của ông với một khải hoàn vui vẻ tuyệt vời. Ông đã đưa ra một công bố: các công dân thuộc tất cả các lứa tuổi, những người đã lẩn trốn để tránh bị phát hiện có thể rời khỏi nơi ẩn khắp thành phố để ra hiện diện công khai, họ sẽ vẫn tự do và không có sự tra hỏi nào. Ông cũng tuyên bố khôi phục lại nhà ở và tài sản cho những người đã từ bỏ thành phố của chúng tôi trước khi cuộc bao vây, nếu họ trở về nhà, họ 
sẽ được đối xử theo cấp bậc và tôn giáo của họ, như không có gì đã thay đổi." -George Sphrantzes
Sự mất mát của thành phố là một cú đánh lớn vào Kitô Giáo, và nó phơi bày lãnh thổ phía tây Kitô giáo đối diện với một kẻ thù mạnh mẽ và hiếu chiến từ phía đông. Giáo hoàng Nicôla V kêu gọi một cuộc phản công ngay lập tức dưới hình thức của một cuộc thập tự chinh. Khi không có quốc vương châu Âu sẵn lòng để lãnh đạo cuộc thập tự chinh, chính Đức Giáo hoàng đã quyết định để đi, nhưng cái chết sớm của ông đã ngừng lại kế hoạch này.
Với việc chiếm Constantinople, Mehmed II đã có được thủ đô "tự nhiên" cho vương quốc của mình, mặc dù trong tình trạng suy giảm sau nhiều năm chiến tranh. Và cuộc chinh phục của Đế quốc Byzantine cũng đã loại bỏ một kẻ thù phía sau trong quá trình xâm nhập của đế chế Ottoman vào châu Âu.
Xa rồi thời thời hoàng kim của nó, vào lúc này, Constantinople có dân số suy giảm như là một kết quả của sự suy giảm kinh tế và lãnh thổ chung của đế quốc sau khi phục hồi một phần từ thảm họa của cuộc Thập tự chinh thứ tư gây ra bởi quân đội Christian hai thế kỷ trước. Vì vậy, thành phố vào năm 1453 là một loạt các làng có tường bao quanh ngăn cách bởi những cánh đồng rộng lớn bao quanh bởi bức tường Theodosian có từ thế kỷ thứ năm. Nhà thờ lớn Hagia Sophia được chuyển đổi thành một nhà thờ Hồi giáo, mặc dù Giáo hội Chính thống Hy Lạp vẫn còn nguyên vẹn, và Gennadius Scholariusđược bổ nhiệm làm Thượng Phụ Constantinople.
Nhiều người Hy Lạp, chẳng hạn như John Argyropoulos và Constantine Lascaris, chạy trốn khỏi thành phố và tìm thấy nơi trú ẩn ở phương Tây Latin, mang theo những kiến thức và tài liệu từ truyền thống Hy Lạp – La Mã và các vùng khác xa hơn nữa góp phần thúc đẩy thời kỳ Phục hưng, mặc dù các làn sóng của các học giả Hy Lạp đi vào phương Tây đã bắt đầu sớm hơn nhiều, đặc biệt là ở thành phố phía Bắc Ý đã bắt đầu chào đón các học giả từ thế kỷ thứ mười một và mười hai. Thủ hiến của Florence là Coluccio Salutati tiến hành trao đổi văn hóa từ năm 1396 bằng cách mời Manuel Chrysoloras, một học giả Byzantine giảng dạy tại trường Đại học Florence. Nước Ý hăm hở du nhập kinh điển Latin và tái áp dụng ngôn ngữ Hy Lạp như là một yếu tố tri thức quan trọng cơ bản cho thời kỳ Phục hưng. Những người Hy Lạp vẫn còn ở lại Constantinople chủ yếu sống ở các huyện Phanar và Galata của thành phố. Các Phanariotes, như họ được gọi, cung cấp nhiều cố vấn có khả năng các nhà cai trị Ottoman.
Tại Morean (Peloponnesian) pháo đài của Mystras, nơi các anh em khác của Constantine là Thomas và Demetrius cai trị, liên tục xung đột với nhau và biết rằng Mehmed cuối cùng cũng sẽ xâm chiếm họ, giữ được cho đến năm1460. Rất lâu trước khi sự sụp đổ của Constantinople, Demetrius đã chiến đấu giành ngôi vua với Thomas, Constantine, và các anh em khác của họ như John và Theodore. Thomas cuối cùng chạy trốn tới Roma khi người Ottoman xâm chiếm Morea trong khi Demetrius mong đợi được cai trị một quốc gia bù nhìn, nhưng thay vào đó bị cầm tù tại đó cho đến cuối đời. Tại Roma, Thomas và gia đình của ông đã nhận được một số hỗ trợ tiền tệ từ Đức Giáo hoàng và các nhà lãnh đạo phương Tây khác như là hoàng đế Byzantine lưu vong, cho đến 1503. Năm 1461, nhà nước độc lập thuộc Byzantine là Trebizond rơi vào tay Mehmed.
Các học giả xem xét sụp đổ của Constantinople như là một sự kiện quan trọng kết thúc thời Trung cổ và bắt đầu thời kỳ Phục hưng vì sự kết thúc của trật tự tôn giáo cũ ở châu Âu và việc sử dụng pháo và thuốc súng. Sự sụp đổ của Constantinople và sự bành trướng nói chung của người Thổ Nhĩ Kỳ trong khu vực cũng cắt đứt liên kết mậu dịch chính giữa châu Âu và châu Á, và kết quả là châu Âu bắt đầu nghiêm túc xem xét khả năng đến châu Á bằng đường biển. 

## Đệ tam La Mã
Byzantium là một thuật ngữ được sử dụng bởi các nhà sử học hiện đại để đề cập đến Đế quốc La Mã thời kì cuối. Trong thời gian của mình, đế chế cai trị từ Constantinople (hoặc "Tân La Mã" như Constantine đã chính thức đặt tên) được gọi là đơn giản là "Đế chế La Mã." Sự sụp đổ của Constantinople đã dẫn đến các thế lực cạnh tranh nhau cùng tuyên bố là những người kế thừa chính thức của Đế quốc. Tuyên bố của người Nga về sự kế thừa di sản của Byzantine đã đụng độ với tuyên bố của đế chế Ottoman. Trong quan điểm của Mehmed thì ông ta là người các kế thừa Hoàng đế La Mã, tuyên bố mình Kayser-i Rum, nghĩa đen là "Hoàng đế La mã", mặc dù ông thường được ghi nhớ như là "Kẻ chinh phục ", người sáng lập một hệ thống chính trị tồn tại mãi cho đến năm 1922 cùng với sự thành lập của nước Cộng hòa Thổ Nhĩ Kỳ mà vẫn duy trì Constantinople (đổi tên thành Istanbul), nhưng di chuyển thủ đô của nhà nước Thổ Nhĩ Kỳ tới Ankara. Sự mâu thuẫn trong tư tưởng như vậy kích thích chiến tranh giữa Nga và Đế quốc Ottoman, vào thế kỷ 18 và 19 quân đội Nga đã tiếp cận gần sát Constantinople. Trong thực tế, quân đội Nga đã đến được vùng ngoại ô Yeşilkoy của Constantinople, chỉ cách có 10 dặm (16 km) về phía tây của Cung điện Topkapi trong chiến tranh Nga-Thổ Nhĩ Kỳ 1877-1878.
Stefan Dusan, Sa hoàng của Serbia, và Ivan Alexander, Sa hoàng của Bulgaria đều có những tuyên bố tương tự, cho rằnh bản thân mình là người kế thừa hợp pháp để Đế quốc Byzantine. Các bên tranh chấp tiềm năng khác, chẳng hạn như Cộng hòa Venice và Đế chế La Mã thần thánh cũng dần chìm vào lịch sử.
Ngoài những lợi ích chính trị và quân sự mà người Thổ Nhĩ Kỳ giành được, thì tuyến đường buôn bán gia vị từ phương Đông thông qua trung gian của người Hồi giáo bước vào một thời kỳ suy giảm. châu Âu vẫn còn tiếp tục thương mại thông qua Constantinople cho đến thế kỷ 16 nhưng giá cả tăng cao thúc đẩy việc tìm kiếm các nguồn cung cấp thay thế mà không qua trung gian của Đế quốc Ottoman và các đế quốc nhỏ hơn như Safavids và Mamelukes. Một số lượng ngày càng tăng các đội tàu của Bồ Đào Nha, Tây Ban Nha và Hà Lan bắt đầu cố gắng để đi thuyền đến Ấn Độ thông qua mũi phía nam của châu Phi. Thật vậy, nếu Columbus đã không tin rằng ông sẽ đến châu Á để đàm phán quyền thương mại bằng cách chạy thuyền phía tây như ông đã trình bày với người bảo trợ của ông, vua Tây Ban Nha - ông sẽ không đã tìm thấy thế giới mới.

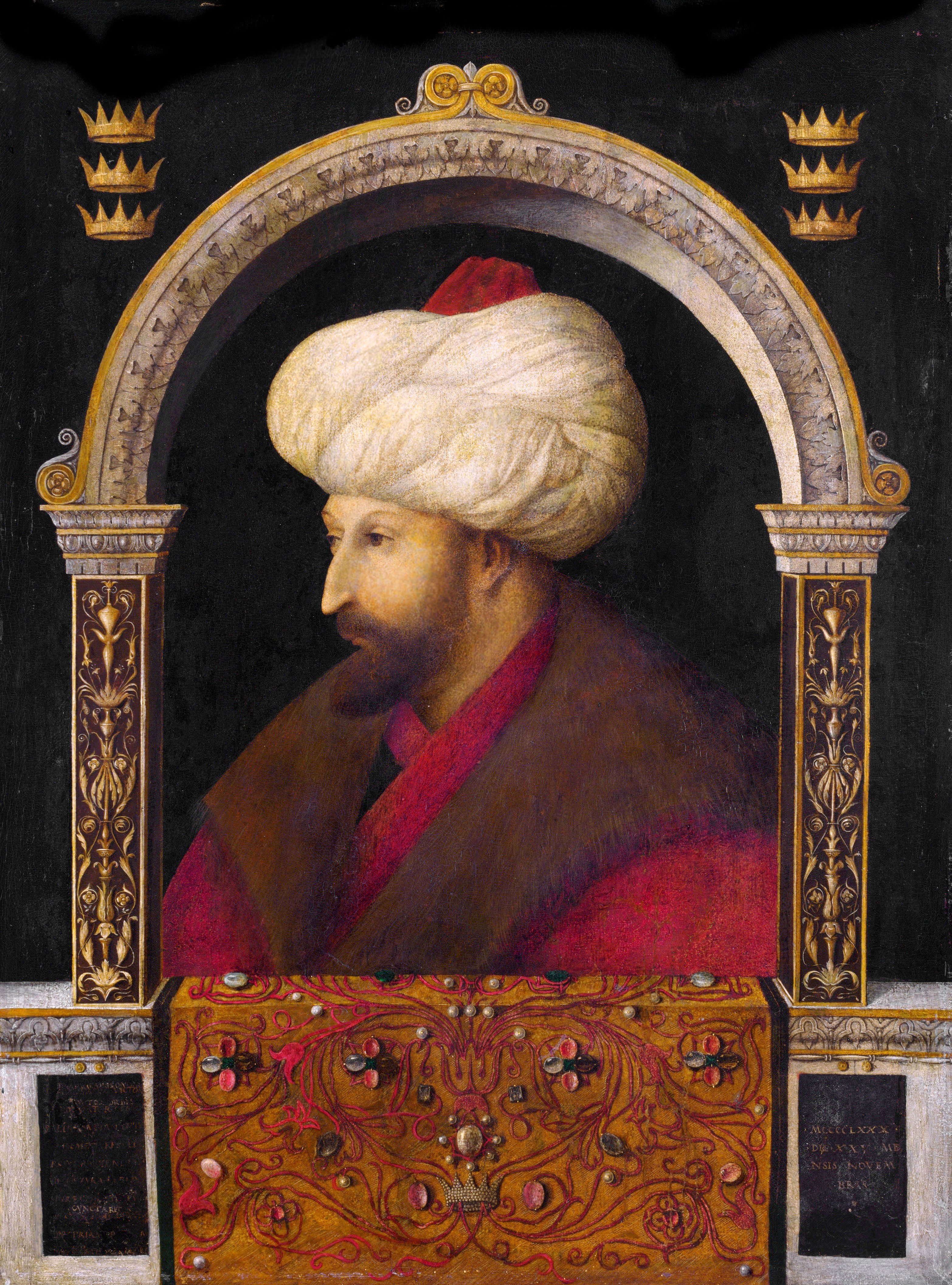
Sultan Mehmed II của Đế quốc Ottoman